# Eudejeania pallida
Eudejeania pallida är en tvåvingeart som först beskrevs av Robineau-desvoidy 1863.  Eudejeania pallida ingår i släktet Eudejeania och familjen parasitflugor. Inga underarter finns listade i Catalogue of Life.